# Metacnephia cuspidata
Metacnephia cuspidata är en tvåvingeart som beskrevs av Worobez 1987. Metacnephia cuspidata ingår i släktet Metacnephia och familjen knott. Inga underarter finns listade i Catalogue of Life.